# Andreas Åhwall
Andreas Åhwall, född 19 oktober 1989, är en svensk friidrottare (terränglöpare) tävlande för Hässelby SK. Han vann SM-guld i terränglöpning 4 km år 2013.
2011 sprang han 3 000 meter hinder vid U23-EM i Ostrava, Tjeckien men slogs ut i försöken.

## Personliga rekord
| Utomhus - 3 000 meter – 8:16,97 (Karlstad, Sverige 27 juli 2016) - 5 000 meter – 14:17,87 (Göteborg, Sverige 13 augusti 2016) - 10 000 meter – 29:41,33 (San Francisco, USA 3 april 2015) - 10 km landsväg – 29:56 (Malmö, Sverige 12 juli 2014) - 10 km landsväg – 30:50 (Malmö, Sverige 5 september 2015) - Halvmaraton – 1:05:26 (Los Angeles, Kalifornien USA 11 april 2015) - 2 000 meter hinder – 5:56,50 (Norrtälje, Sverige 8 augusti 2008) - 2 000 meter hinder – 6:01,78 (Vellinge, Sverige 26 augusti 2011) - 3 000 meter hinder – 8:57,06 (Sollentuna, Sverige 28 juni 2011) | Inomhus - 3 000 meter – 8:18,41 (Linköping, Sverige 6 februari 2014) - 3 000 meter – 8:20,13 (Göteborg, Sverige 22 februari 2014) |